# Steel Prophet
Steel Prophet est un groupe de power metal américain, originaire de Middletown, dans le Connecticut. Formé en 1983, le groupe se délocalise par la suite à Los Angeles, en Californie, à la fin des années 1980.

## Biographie
Le groupe est formé en 1983 à Middletown, dans le Connecticut, autour du guitariste Steve Kachinsky, du chanteur Gary Stocking, du bassiste Wayne Faircloth et du batteur Harry Blackwell (le fils du percussionniste de jazz Ed Blackwell). Le groupe publie en 1986 sa première démo, Steel Prophet, mais un an plus tard, Gary Stocking et Harry Blackwell sont écartés du groupe. John Tarascio rejoint alors le groupe en tant que batteur, et décide avec Steve Kachinsky de partir à Los Angeles en 1988.
Ils y recruteront le bassiste Vince Dennis et le chanteur Rick Mythiasin. C’est avec cette composition que le groupe publie en 1989 une nouvelle démo, Inner Ascendance, suivie en 1995, de l'album The Goddess Principle. Après le départ, en 1996 de John Tarascio, de nombreux batteurs se succèderont au sein du groupe, n’empêchant pas à Steel Prophet de devenir prolifique en publiant six albums entre 1997 et 2002, dont Dark Hallucinations.
En 2004, des changements importants sont opérés dans la formation du groupe, avec les départs de Vince Dennis et Rick Mythiasin, et c’est avec une toute nouvelle composition (dont seul Steve Kachinsky est membre originel) que le groupe enregistrera deux albums (dont une compilation) cette année-là. En 2005, le chanteur ayant remplacé Rick Mythiasin - Nadir D'Priest - est remplacé par Bruce Hall, également chanteur de Agent Steel.
Après des années de silence, en décembre 2013, le groupe signe au label Steel Prophet, et prépare un nouvel album pour 2014. L'album, intitulé Omniscient, est annoncé pour juin 2014, après le retour du groupe d'une tournée en Europe, dont un passage au festival Keep It True.

## Discographie

### Albums studio
- 1995 : The Goddess Principle
- 1997 : Into The Void (Hallucinogenic Conception)
- 1999 : Dark Hallucinations
- 2000 : Messiah
- 2000 : Genesis
- 2001 : Book of the Dead
- 2002 : Unseen
- 2004 : Beware
- 2004 : Eyes of the Prophet (Visions Past)
- 2014 : Omniscient
- 2019 : The God Machine

### Démos et EP
- 1986 : Steel Prophet (démo)
- 1989 : Inner Ascendance (démo)
- 1996 : Continuum (EP)